# Echinus tylodes
Espèce
Echinus tylodes est une espèce d'oursins abyssaux de la famille des Echinidae.

## Description
C'est un gros oursin régulier de forme globulaire aplati dorsalement, avec des radioles (piquants) nombreuses, courtes et serrées, blanchâtres ou rosâtres, presque translucides. Le test (coquille) est d'un blanc pur, et peut atteindre un diamètre de 10 cm.

## Habitat et répartition
Cet oursin habite les abysses du Golfe du Mexique, où il est un habitant caractéristiques des récifs de coraux d'eaux profondes, entre 270 et plus de 800 m de profondeur.

## Écologie et comportement
Avec son appareil masticateur situé sur la face inférieure (appelé « lanterne d'Aristote »), il broute le substrat avec un régime très omnivore : éponges, débris, charognes, animaux sessiles...
La reproduction est gonochorique, et mâles et femelles relâchent leurs gamètes en même temps en pleine eau, où les œufs puis les larves vont évoluer parmi le plancton pendant quelques semaines avant de se fixer.